# Новый Буртюк
Новый Буртюк (баш. Яңы Бөртөк) — деревня в Краснокамском районе Республики Башкортостан Российской Федерации. Входит в состав Новобуринского сельсовета.

## География

### Географическое положение
Расстояние до:
- районного центра (Николо-Берёзовка): 61 км,
- центра сельсовета (Новая Бура): 4 км,
- ближайшей ж/д станции (Нефтекамск): 54 км.

## История
Село было основано в середине XVIII века башкирами деревни Буртюк (Старый Буртюк) Гарейской волости Казанской дороги на собственных вотчинных землях.

## Население
| 2002 | 2009 | 2010 |
| ---- | ---- | ---- |
| 565  | ↘560 | ↘527 |

Национальный состав
Согласно переписи 2002 года, преобладающие национальности — татары (49 %), башкиры (40 %).

## Религия
В деревне есть мечеть.